# Kuprijan Ossipowitsch Kirkisch

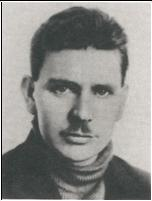
Kuprian Kirkisch

Kuprijan Ossipowitsch Kirkisch (russisch Куприян Осипович Киркиж; * 17. Septemberjul. / 29. September 1888greg. in Smoljanka bei Witebsk; † 24. Mai 1932) war ein russisch-sowjetischer Politiker und der zweite Generalsekretär der kommunistischen Partei der usbekischen Sowjetrepublik.

## Leben
Kuprijan Kirkisch wurde 1888 im Dorf Smoljanka in der Wizebskaja Woblasz, im heutigen Belarus, geboren, wo er später in einer nahegelegenen Papierfabrik arbeitete. Er zog schließlich nach Riga, wo er ebenfalls in einer Fabrik arbeitete. 1910 wurde er Mitglied der sozialdemokratischen Arbeiterpartei Russlands, aus der später die kommunistische Partei entstand. Während des Ersten Weltkrieges nahm er eine Verwaltungsstelle in Charkow an. Dort engagierte er sich in der Partei und stieg schnell zum Leiter eines Provinzkomitees auf.
1917 nahm er an der Oktoberrevolution teil und stieg weiter in der Parteihierarchie auf. Ab 1925 war er Mitglied des Zentralkomitees. Von 1927 bis 1929 war er schließlich Generalsekretär der kommunistischen Partei der usbekischen SSR. 1929 wurde er in diesem Amt von Nikolai Gikalo abgelöst.
Am 24. Mai 1932 starb Kirkisch bei einem Autounfall. Er wurde in Moskau in der Nekropole an der Kremlmauer beerdigt. Die Instrumentenfabrik Nr. 2 in Kowrow wurde am 7. Juli 1932 ihm zu Ehren in Instrumentenfabrik Nr. 2 „K. O. Kirkisch“ (russisch Инструментальны завод № 2 имени К. О. Киркижа) umbenannt. Heute ist noch eine Straße in Kowrow nach ihm benannt. Kirkisch war ein Träger des Rotbannerordens.